# Hum (groupe)
Pour les articles homonymes, voir Hum.
Hum est un groupe de rock alternatif de Champaign (Illinois), actif depuis 1989.

## Discographie
Albums
- Hum - Fillet Show Demos/rare tracks    https://www.youtube.com/watch?v=OW-R0j0zdxM
- Fillet Show (12 Inch Records), 1991
- Electra 2000 (12 Inch Records), 1993 et Martians Go Home, 1997)
- You'd Prefer an Astronaut (RCA), 1995
- Downward Is Heavenward (RCA), 1998
- Inlet ( Earth Analog Records ) 2020